# دانشگاه کارولینای شمالی در شارلوت

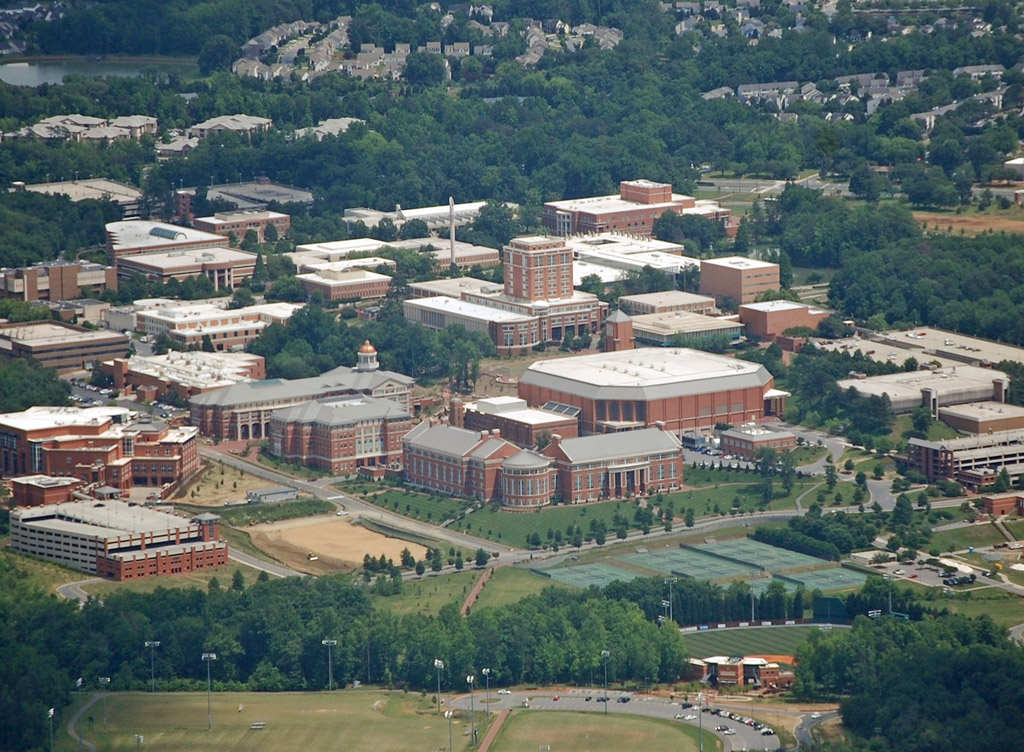
دانشگاه کارولینای شمالی در شارلوت

دانشگاه کارولینای شمالی در شارلوت (به انگلیسی: University of North Carolina at Charlotte) تأسیس ۱۹۴۶، یکی از دانشگاه‌های شهر شارلوت در ایالت کارولینای شمالی است.